# Francisco Javier Máximo Aguirre de la Hoz
 (mars 2024).
Si vous disposez d'ouvrages ou d'articles de référence ou si vous connaissez des sites web de qualité traitant du thème abordé ici, merci de compléter l'article en donnant les références utiles à sa vérifiabilité et en les liant à la section « Notes et références ».
Pour les articles homonymes, voir Francisco Aguirre (homonymie) et Aguirre.
Francisco Javier Máximo Aguirre de la Hoz, né à Ávila en 1946 et mort le 4 février 2013, est un avocat et homme politique du Pays valencien (actuelle Communauté valencienne), en Espagne.

## Biographie
Licencié en droit de l’université de Valence et de Valladolid et de droit comparé à l'université de Strasbourg, il obtient un mastère en économie et direction d'entreprises à l'Instituto de estudios superiores de la empresa de Barcelone. Proche d'Emilio Attard, il fait partie du Parti régional valencien et du Parti démocrate populaire, avec lesquels il va intégrer les rangs de l'Union du centre démocratique (UCD).
Aux élections à législature constituante de 1977, il est député pour la province de Valence pour l’UCD, charge qu'il obtient de nouveau en 1979. Il fait partie de l’Assemblée de parlementaires du Pays valencien et du Conseil du Pays valencien, gouvernement pré-autonomique (ayant précédé l'accès à l’autonomie proprement dite) présidé par le socialiste Josep Lluís Albiñana, dans lequel il est conseiller à l’économie et au budget d'avril 1978 à juin 1979. Entre 1979 et 1981 il est conseiller au Ministère des Communautés européennes. Il ne se présente pas aux élections générales de 1982 et abandonne la politique active, s'installe à Barcelone où il fonde la société  Agentes de Bolsa Asociados (ABA), spécialisée dans les transactions boursières.